# Leandro Cabrera
Leandro Daniel Cabrera Sasía (Montevideo, 17 de junio de 1991), es un futbolista uruguayo que juega en la posición de defensa y su equipo es el R. C. D. Espanyol de la Primera División de España.

## Trayectoria
Es nieto de José Sasía, exfutbolista de Defensor Sporting Club y de la selección uruguaya. En Uruguay, Daniel Lorenzo y Luis Pozzolo fueron sus entrenadores.
En la temporada 2009-10 dio el salto a Europa, siendo fichado por Atlético de Madrid de la Primera División de España. Después de varias cesiones por clubes de la Segunda División como R. C. Recreativo de Huelva, C. D. Numancia de Soria o Hércules de Alicante C. F., finalmente fichó por el Real Madrid Castilla, filial de Real Madrid C. F. El 30 de agosto de 2013 obtuvo la nacionalidad española por lo que no ocuparía la plaza de jugador extracomunitario.
Finalmente recaló en el Real Zaragoza en verano de 2014.
Después de un breve paso por el F. C. Crotone de Italia, volvió en 2018 a España para jugar en Getafe C. F., equipo del que formó parte en la temporada 2018-19 de la primera división española.
El 20 de enero de 2020 el R. C. D. Espanyol hizo oficial que había depositado su cláusula de nueve millones de euros para incorporarle a sus filas, firmando un contrato hasta 2024.

## Selección nacional
Ha sido internacional con la selección sub-20 de Uruguay en el Campeonato Sudamericano Sub-20 de 2009 en Venezuela jugando seis partidos y convirtiendo un gol. Además jugó la Copa Mundial Sub-19 en Egipto, jugando cuatro partidos.
El 27 de julio de 2010, Juan Verzeri, técnico de la selección de fútbol sub-20 de Uruguay, lo convocó, por primera vez, a la selección uruguaya absoluta para disputar el encuentro contra Angola. En enero y febrero de 2011 disputa con Uruguay el torneo sudamericano sub-20, clasificándose con la selección celeste a los Juegos Olímpicos después de ochenta y cuatro años. Además logra con su selección la clasificación al mundial que se disputará en Colombia en el mes de julio de 2011, y el subcampeonato quedando por detrás de Brasil. Completó la totalidad de los minutos disputados por su selección en el torneo sub-20, fueron nueve partidos.
A comienzos del 2022, tras no tener oportunidad en el plantel de Óscar W. Tabárez, su primera convocatoria a la selección mayor llegaría con Diego Alonso a la cabeza de esta, al ser citado por primera vez a disputar partidos en dicha categoría para disputar partidos correspondientes a las eliminatorias hacia el mundial de Catar de 2022.

### Participaciones en fases finales
| Torneo       | Categoría | Sede   | Resultado        |
| ------------ | --------- | ------ | ---------------- |
| Mundial 2009 | Sub-20    | Egipto | Octavos de final |

## Equipos
| Club                       | País    | Año       |
| -------------------------- | ------- | --------- |
| Defensor Sporting          | Uruguay | 2008-2009 |
| Atlético de Madrid         | España  | 2009-2010 |
| R. C. Recreativo de Huelva | España  | 2010-2011 |
| C. D. Numancia             | España  | 2011-2012 |
| Hércules C. F.             | España  | 2012-2013 |
| Real Madrid Castilla C. F. | España  | 2013-2014 |
| Real Zaragoza              | España  | 2014-2017 |
| F. C. Crotone              | Italia  | 2017-2018 |
| Getafe C. F.               | España  | 2018-2020 |
| R. C. D. Espanyol          | España  | 2020-     |

## Palmarés

### Títulos nacionales
| Título                     | Club              | País   | Año     |
| -------------------------- | ----------------- | ------ | ------- |
| Segunda División de España | R. C. D. Espanyol | España | 2020-21 |

### Títulos internacionales
| Título                 | Club               | País     | Año     |
| ---------------------- | ------------------ | -------- | ------- |
| Liga Europa de la UEFA | Atlético de Madrid | Alemania | 2009-10 |